# Onitis caffer
Onitis caffer är en skalbaggsart som beskrevs av Karl Henrik Boheman 1857. Onitis caffer ingår i släktet Onitis och familjen bladhorningar. Inga underarter finns listade i Catalogue of Life.